# صورتحساب (هنرهای نمایشی)

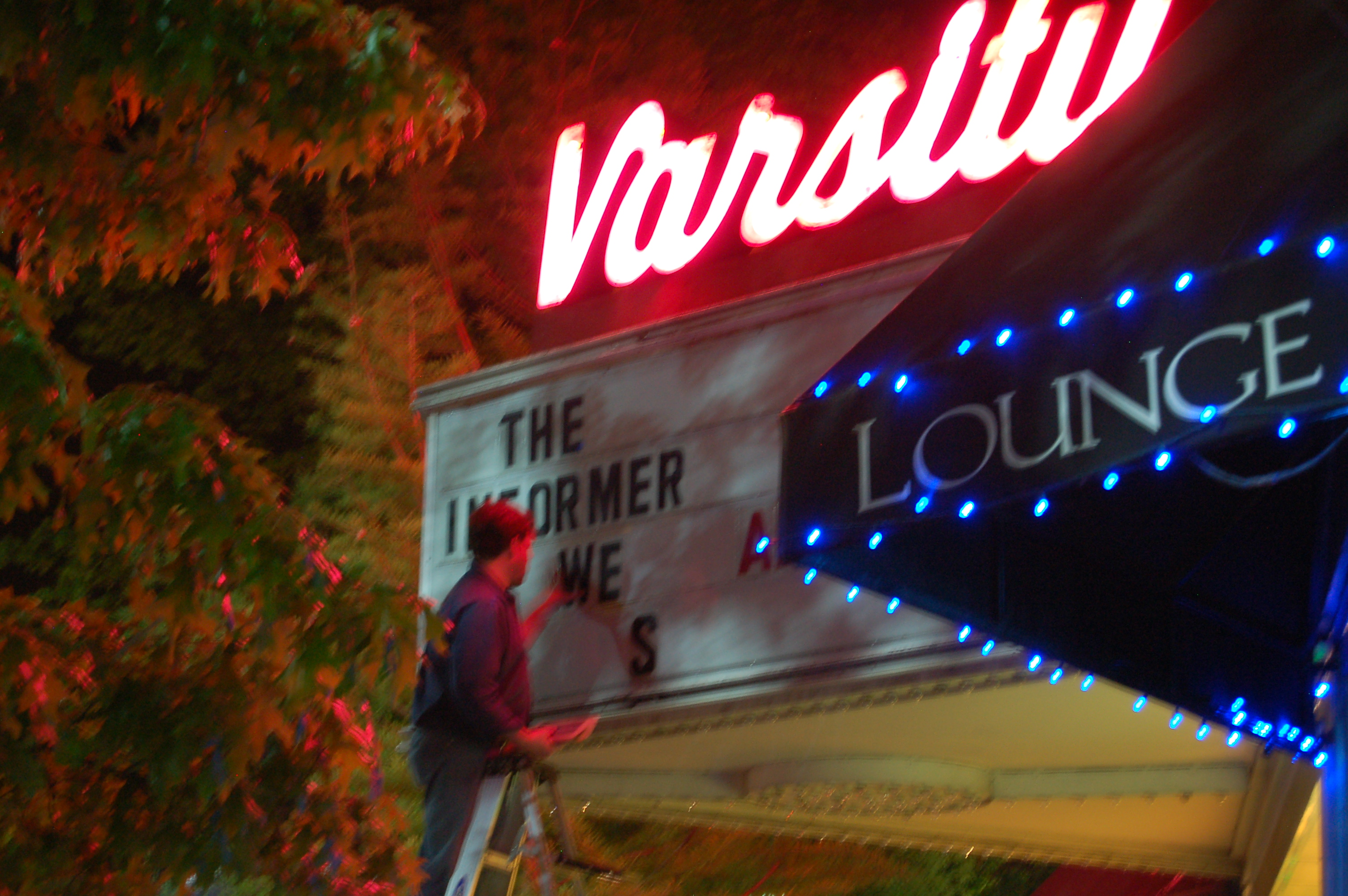
مرد روی یک نردبان، در حال تغییر صورتحساب روی یک تابلو در چپل هیل، کارولینای شمالی.

صورتحساب یک اصطلاح است که در هنرهای نمایشی استفاده می‌شود و به ترتیب و جنبه‌های دیگر این‌که چگونه از مشارکت‌کنندگان یا  افراد خلاق دیگر در نمایش‌نامه‌ها، فیلم‌ها، تلویزیون نام برده شود می‌پردازد. اطلاعات داده‌شده در صورتحساب معمولاً شامل شرکت‌ها، بازیگران، کارگردان‌ها، تهیه‌کنندگان و اعضای دیگر خدمه است.